# مهنته الموسيقية
مهنته الموسيقية (بالإنجليزية: His Musical Career)‏، يعرف أيضا بأسم (تشارلي الحمال)، وهو فيلم كوميدي أمريكي صامت من عام 1914 بطولة تشارلي تشابلن، تم إنتاجه في استوديوهات كيستون.

## القصة
تدور قصة الفيلم حول اثنان يعملان في محل بيانو، يكلفهم المدير بتوصيل بيانو إلى عنوان محدد، واحضار بيانو من عنوان اخر للمحل، لكنهم يخطئون في العناوين، وأثناء هذه الرحلة تتوالى الأحداث الهزلية في حمل البيانو والصعود به على السلالم، وصولا إلى سقوطه بالبيانو في النهر.

## طاقم التمثيل
- تشارلي تشابلن - تشارلي الحمال
- ماك سوين - مايك
- تشارلي تشيس - (شارليز بارروت) مدير المتجر
- فريتز شايد - سيد ريتش
- سيسيل أرنولد -سيدة ريتش
- فرانك هايس - سيد بور

## وصلات خارجية
- مهنته الموسيقية على موقع IMDb (الإنجليزية)
- مهنته الموسيقية على موقع قاعدة بيانات الأفلام العربية
- مهنته الموسيقية على موقع ألو سيني (الفرنسية)
- مهنته الموسيقية على موقع أول موفي (الإنجليزية)
- مهنته الموسيقية على موقع فيلمافينيتي (الإسبانية)
- مهنته الموسيقية على موقع قاعدة بيانات الأفلام السويدية (السويدية)
- مهنته الموسيقية على موقع قاعدة بيانات الفيلم (الإنجليزية)
- مهنته الموسيقية على موقع ليتربوكسد (الإنجليزية)
- مهنته الموسيقية على موقع كينوبويسك (الروسية)
- مهنته الموسيقية متوفر للتحميل المجاني على أرشيف الإنترنت
- His Musical Career on يوتيوب